# Атака лёгкой кавалерии (фильм, 1968)
«Атака лёгкой кавалерии» (англ. The Charge of the Light Brigade) — художественный фильм режиссёра Тони Ричардсона.

## Сюжет
1854 год, Крымская война. В ходе Балаклавского сражения бригада лёгкой кавалерии под командованием графа Кардигана по приказу главнокомандующего британской армией лорда Реглана бросилась на штурм русских позиций, чтобы отбить артиллерийские орудия, захваченные русскими у турок. В результате бессмысленной атаки бригада понесла колоссальные потери.

## В ролях
| Актёр                  | Роль                   |
| ---------------------- | ---------------------- |
| Тревор Ховард          | лорд Кардиган          |
| Ванесса Редгрейв       | Кларисса Моррис        |
| Джон Гилгуд            | лорд Реглан            |
| Гарри Эндрюс           | лорд Лукан             |
| Джилл Беннетт          | миссис Дюберли         |
| Дэвид Хеммингс         | капитан Льюис Нолан    |
| Лоуренс Харви          | русский князь          |
| Ховард Марион-Крауфорд | генерал Джордж Браун   |
| Марк Дигнэм            | генерал Айри           |
| Майкл Миллер           | генерал Колин Кемпбелл |
| Лео Бритт              | генерал Скарлетт       |

## Создание

### Написание
Сценарий был написан Чарльзом Вудом по первому наброску Джона Осборна. Он стремился быть предельно аутентичным, частично основанным на исследованиях Сесила Вудхэм-Смита «Причина почему» (1953). Режиссёр Тони Ричардсон уволил его за отказ переписать свой сценарий, поскольку он был слишком близок к книге. В 2002 году неспродюсированный оригинальный сценарий Осборна был переработан в радиопостановку для BBC Radio 4. В оригинальном эфире Чарльз Дэнс играл Кардигана, Дональд Синден — Лукана, Джозеф Файнс — Нолана, Алек МакКоуэн — Рэглана и Линн Миллер — Фанни Даберли.

### Препродакшн
В своих мемуарах Тони Ричардсон упоминает, что обращался к Рексу Харрисону с просьбой сыграть лорда Кардигана. Однако газета ошибочно сообщила, что на эту роль был выбран Джордж К. Скотт. Эта новость привела Харрисона в ярость, и он выбыл из проекта, что вынудило авторов пригласить Тревора Ховарда. Питер О'Тул рассматривался на роль капитана Нолана. По воспоминаниям Иэна Холма, он рассматривался на роль в этом фильме. Лоуренс Харви в рамках соглашения с Woodfall Films получил роль русского князя, но его роль была полностью вырезана.
Режиссёр Тони Ричардсон потратил годы на переговоры с турецким правительством о разрешении съемок в Турции и использовании военных статистов, полагаясь на помощь американских и французских дипломатов.
Чтобы сохранить аутентичность, ни один актёр мужского пола не пользовался гримом, а актрисы использовали только тот грим, который был доступен в середине XIX века. Необычные объективы и световые эффекты использовались на протяжении всего фильма, чтобы придать ему ощущение дагерротипии и других старых фотографических процессов, тем самым придав фильму больше ощущения того времени. Униформа в батальных сценах была потрепана для достоверности. Позже, когда были сняты сцены в Лондоне, пришлось сшить новую униформу.
Настоящая долина, в которой произошла атака, на момент съёмок была секретной военной зоной на территории Советского Союза. Подобная долина была найдена в Турции, но тогда это было огромное болото. Работа по его осушению заняла 6 месяцев и стоила 15 000 фунтов.

### Съёмки
Тони Ричардсон был печально известным трудным режиссёром. В какой-то момент он хотел, чтобы гвардейцы в битве при Альме носили синие туники, которые, по его мнению, лучше смотрелись бы на экране, чем настоящие алые. Он смягчился только тогда, когда Джон Молло, его военный и исторический консультант, пригрозил уйти из проекта.
Съёмка была очень проблематичной. Режиссёр уволил постановщика трюков, чья маниакальная игра на мечах убила несколько лошадей. Землетрясение разрушило отель, в котором снималась постановка. Дэвид Хеммингс был чрезвычайно темпераментным на съёмочной площадке. Экипаж и статисты, многие из которых были турецкими солдатами, дрались словесно и физически с местными жителями, которые возмущались их вторжением в этот район. Странная смесь перфекционизма Ричардсона и исторического легкомыслия раздражала как его команду, так и консультантов. Во время съёмок финальной битвы солдат вызвали на военные учения НАТО, что вынудило Ричардсона снимать сцену всего с несколькими десятками каскадеров. 20 000 фунтов стерлингов было потрачено на создание эффектов боя с использованием пять тонн взрывчатки, 9,7 километра детонирующей проволоки, чтобы произвести около 3000 воздушных очередей, выстрелов с земли и пушечного огня. Режиссёр использовал 3000 офицеров и рядовых турецкой армии, одетых в форму, сшитую местными портными, чтобы сыграть британских, русских и французских солдат. Специальный реквизит включал 3000 бетонных пушечных ядер, 3000 резиновых штыков, 19 литров искусственной крови, 400 фигурок «мертвецов» из пенопласта, 500 чучел мёртвых лошадей и русскую армию из 2000 вырезанных фигур, которые должны были поддерживаться на горизонте.
В фильме приняли участие родные режиссёра: его тогдашняя жена Ванесса Редгрейв, их дети Наташа Ричардсон и Джоэли Ричардсон, его тогдашний шурин Корин Редгрейв и его тогдашняя теща Рэйчел Кемпсон.
Этот фильм был значительно перемонтирован United Artists в процессе монтажно-тонировочного периода, что вынудило режиссёра Тони Ричардсона сократить несколько сюжетных линий, включая атаку тяжёлой бригады.
К моменту завершения производства это был самый дорогой британский фильм за всю историю, и его бурное производство вызвало негативную реакцию прессы. Большая огласка в газетах была достигнута (как и предполагалось), когда режиссёр Тони Ричардсон запретил любой показ фильма в прессе перед премьерой, назвав при этом лондонских критиков «евнухами». Однако для отмены пресс-показа была простая причина, которая стала известна лишь спустя короткое время после премьеры фильма: один из анимационных эпизодов не был завершён ко дню премьеры, и, фактически, версия фильма, показанная на этом торжественном открытии, была немного короче той, которая шла в общий выпуск несколько недель спустя. Карьера Дэвида Хеммингса серьёзно пострадала из-за провала этого фильма, а также из-за его поведения на съёмочной площадке.
Этот фильм был снят во время общественного разочарования войной во Вьетнаме. Некоторые утверждали, что, оглядываясь назад, этот фильм можно рассматривать как предупреждение против военных интервенций в другие страны.

## Критика
На Rotten Tomatoes фильм имеет рейтинг 60% от критиков на основе 5 отзывов.
Винсент Кэнби писал в New York Times: "Результат, снятый за большие деньги в Англии и Турции, представляет собой язвительную, загадочную, иногда блестяще детализированную карикатуру, которая, я уверен, весьма точна" и "...я подозреваю, что этот фильм озадачит любого, чьи знания о Крымской войне ограничены смутно припоминаемыми отрывками из произведений поэта Альфреда Теннисона и фильма Майкла Кертиса 1936 года" и подытожил: "Постановка превосходна. Костюмы выглядят как одежда, которую стирали и носили в эпоху, когда еще не было моющих средств. Реальные события, предшествующие финальной атаке, скорее всего, сбивают с толку кинозрителя, но визуально они ошеломляют, и окончание — тишина на усеянном телами поле боя, нарушаемое жужжанием мух, — внезапно становится очень личным, грустным и даже уместным. В остальном фильм посвящен высмеиванию старых солдат, которые уже исчезли".

## Художественные особенности
Фильм является фактическим ремейком одноимённой голливудской картины 1936 года.
Ричардсон владеет большим, отточенным производством, подходящим для старомодного эпоса, с решительно новыми кинематографическими приемами, использующими скачки и перекрестные нарезки, а также дискурсивным использованием звука. Присутствующие на протяжении всего фильма анимированные вставки Ричарда Уильямса, остроумно имитирующие викторианские гравюры и газетные карикатуры журнала Punch XIX века, вызывающие размах имперского предпринимательства и его героические официальные образы промышленности и вооружённых сил, а также эмоциональную риторику Крымской войны. Британия попеременно представлена галантным львом в роли полицейского, героиней Британии с армадами, спрятанными под юбками, и десятками бульдогов, готовых разгрызть мародерствующего русского медведя. Турция, жертва издевательств со стороны России, одновременно является преследуемой птицей и падающей в обморок девушкой, которую нужно спасти. Они обнажают социальные взгляды высокой имперской Британии и её представление о самой себе. То, как Ричардсон и Уильямс сосредотачиваются на природе пропаганды и делают её частью ткани фильма, объясняет не только то, почему персонажи идут на войну, но и наглядно показывает риторику, нужную для того, чтобы направить население на войны, которые не имеют к ним никакого отношения. Блестящая партитура Джона Аддисона состоит из имитационных олимпийских росчерков, грандиозных хоралов, широких струнных и элегических пассажей.
Съемки Ричардсоном военных сцен подвергались критике в некоторых кругах, но ему не нравилась иллюстративная, захватывающая ясность, к которой стремились режиссёры в большинстве других фильмов о войне. Особенно в кульминационных сценах Ричардсон чередует далекие, почти живописные кадры, воспроизводящие взгляды наблюдающих командиров, художников и репортеров за почти безмятежным действием, а затем погружается в самую гущу этого действия, используя телеобъективы, принудительную перспективу и быстрый монтаж, дабы представить водоворот бешеного движения, крови, убийств, взрывов, пыли и хаоса.
Почти неизбежно для фильма, снятого в разгар свингерских 60-х, Ричардсон исследует исторические разновидности сексуальности, булькающие в непристойной манере под чопорными и броскими поверхностями.
Эпизоды, изображающие свадьбу Клариссы и Морриса и последующую жизнь трио, являются исключениями из визуальной структуры и социальной структуры остальной части фильма: с их загородным домом и прибрежными окрестностями, пятнистым солнечным светом и причудливыми церквями они живут в остаток классической, приземленной, пышной Англии Уильяма Блейка. Позже Кларисса, оставленная обоими мужьями одна, ждет, как фигура на картине прерафаэлитов.

## Номинации кинопремий
- 1969 — номинации BAFTA Awards в категориях «лучшая мужская роль», «лучшая работа художника-постановщика», «лучшая операторская работа», «лучший дизайн костюмов», «лучший монтаж» и «лучший саундтрек», а также номинация на премию имени Энтони Асквита за лучшую музыку к фильму[7].